# Suralcis politus
Suralcis politus är en skalbaggsart som beskrevs av Gilbert John Arrow 1901. Suralcis politus ingår i släktet Suralcis och familjen Rutelidae. Inga underarter finns listade i Catalogue of Life.